# فرودگاه کاینتا
فرودگاه کاینتا (به انگلیسی: Kayenta Airport) یک فرودگاه همگانی بهره‌برداری هوایی با کد یاتا MVM است که یک باند فرود آسفالت دارد و طول باند آن ۲۱۶۳ متر است. این فرودگاه در کشور ایالات متحده آمریکا قرار دارد و در ارتفاع ۱۷۳۴ متری از سطح دریا واقع شده است.